# Alojz Knafelc
Alojz Knafelc (Šmihel pri Novom Mestu, 23. lipnja 1859. – Ljubljana, 26. travnja 1937.) - slovenski planinar i kartograf, izumitelj slovenske planinske markacije, koja se koristi i u drugim zemljama, uključujući i Hrvatsku. 
Nakon srednje škole radio je kao nastavnik, a zatim kao planer, koji je bio uključen u izgradnju željeznice između Hrpelje i Kozine u Sloveniji. Kada je prebačen u Villach 1900., bio je jedan od osnivača ogranka Slovenskog planinarskog društva. Između 1906. i 1915. godine radio je u Trstu, a zatim do umirovljenja 1922. godine u Češkoj te u Zagrebu. 
Godine 1922. postao je načelnik markacijskoga odsjeka Slovenskog planinarskog društva, 1923. sam je obojao cijeli Aljažev toranj na Triglavu, jedan od glavnih slovenskih simbola. Godinu dana kasnije napisao je upute za obilježavanje planinskih staza i smjerokaza. Knafelčev popis planinskih oznaka sastojao se od točno 466 znakova 1936. godine. Nacrtao je niz planinskih karti, uključujući karte Julijskih i Kamniških Alpa, te karte Bleda i Roža.
Knafelčeve oznake su bijele točkice okružene crvenim krugom. Njihova veličina je između 8 i 10 cm, dok je odnos crvene i bijele točke u poprečnom presjeku 1:2. Knafelčeva planinarska markacija koristi se na planinskim stazama po zemljama bivše Jugoslavije.  
Pošta Slovenije je prigodom 150. obljetnice njegova rođenja izdala prigodnu poštansku marku s njegovim likom.

## Galerija
- Knafelčeva markacija
- Knafelčeva markacija na stablu.
- Knafelčeva markacija
- Knafelčeva markacija